# Що ми робимо у тінях
«Що ми робимо у тінях» (англ. What We Do in the Shadows) — новозеландський комедійний фільм жахів режисерів, сценаристів і головних акторів Джемейна Клемента і Тайки Вайтіті, що вийшов 2014 року. Також у головних ролях Джонатан Бруг, Бен Френсгем.
Уперше фільм продемонстрували 19 січня 2014 року у США на кінофестивалі «Санденс». В Україні у широкий кінопрокат фільм не виходив. Українське багатоголосе озвучення вперше зробила студія Омікрон на замовлення Гуртом у 2016 році під назвою «Чим ми займаємося в тінях».
У 2019 році вийшов знятий за мотивами фільму телесеріал «Чим ми займаємося в тінях».

## Сюжет
Стрічка розказує про Віаґо, Владислава, Дікона і Петіра, чотирьох безсмертних вампірів, що намагаються вижити у 21 сторіччі. Молодші Віаґо, Владислав і Дікон, що зберегли людську подобу, вночі полюють на своїх жертв на вулицях Велінгтона, а вдень ховаються від сонячного світла вдома.

## Творці фільму

### У ролях
| Актор           | Роль                                      |
| --------------- | ----------------------------------------- |
| Тайка Вайтіті   | Віаґо, 379-річний вампір                  |
| Джемейн Клемент | Владислав, 862-річний вампір              |
| Джонатан Бруг   | Дікон, 183-річний вампір                  |
| Бен Френсгем    | Петір, 8 000-річний вампір                |
| Джекі Ван Бік   | Джекі, людина, прислуг Дікона             |
| Ріс Дарбі       | Антон, ватажок місцевої зграї перевертнів |

### Знімальна група
- Кінорежисер — Джемейн Клемент і Тайка Вайтіті
- Сценаристи — Джемейн Клемент і Тайка Вайтіті
- Кінопродюсери — Емануель Майкл, Тайка Вайтіті, Челсі Вінстенлі
- Композитор — Plan 9
- Кінооператор — Річард Блук і Ді. Джей. Стіпсен
- Кіномонтаж — Том Іґлс, Яна Горська і Джонатан Вудфорд-Робінсон
- Підбір акторів — Тіна Клірі і Тодд Резник
- Художник-постановник — Ра Вінсент
- Художник по костюмах — Аманда Ніл[11].

## Кошторис
Бюджеті стрічки склав $2,0 млн новозеландських доларів ($1,6 млн американських доларів). З них Новозеландська Кіно-комісія надала $250 тис. новозеландських доларів.

## Сприйняття

### Оцінки
Фільм отримав схвальні відгуки: Rotten Tomatoes дав оцінку 96 % на основі 146 відгуків від критиків (середня оцінка 7,8/10) і 86 % від глядачів зі середньою оцінкою 4,1/5 (22 560 голосів). Загалом на сайті фільми має схвальні оцінки, фільму зарахований «стиглий помідор» від кінокритиків і «попкорн» від глядачів, Internet Movie Database — 7,6/10 (53 888 голосів), Metacritic — 76/100 (33 відгуки критиків) і 8,1/10 від глядачів (100 голосів). Загалом на цьому ресурсі від критиків і від глядачів фільм отримав схвальні відгуки.

### Касові збори
Під час показу у Новій Зеландії, що розпочався 19 червня 2014 року, протягом першого тижня фільм був показаний у 61 кінотеатрі і зібрав $487 тис. доларів США, що на той час дозволило йому зайняти 2 місце серед усіх прем'єр. Показ фільму завершився 4 січня 2015 року, зібравши у прокаті у Новій Зеландії 2,0 млн доларів США. У прокаті у США стрічка зібрала $3,5 млн доларів США, а у решті світу $2,8 млн доларів США, тобто загалом $6,3 млн доларів США.

### Нагороди і номінації
Стрічка отримала 28 номінацій, з яких перемогла у 16-ти.
| Нагороди і номінації фільму «Що ми робимо в тіні» | Нагороди і номінації фільму «Що ми робимо в тіні» | Нагороди і номінації фільму «Що ми робимо в тіні»          | Нагороди і номінації фільму «Що ми робимо в тіні» | Нагороди і номінації фільму «Що ми робимо в тіні» |
| Рік                                               | Нагорода                                          | Категорія                                                  | Номінант                                          | Результат                                         |
| ------------------------------------------------- | ------------------------------------------------- | ---------------------------------------------------------- | ------------------------------------------------- | ------------------------------------------------- |
| 2014                                              | 39-ий Міжнародний кінофестиваль у Торонто         | Приз глядацьких симпатій, переможець опівнічного безумства | Джемейн Клемент і Тайка Вайтіті                   | Перемога                                          |

### Виноски
1. ↑  What We Do in the Shadows: Interviews with Some Vampires (Short 2005) - Connections - IMDb
2. 1 2  The Conchord has Landed [Архівовано 2 січня 2020 у Wayback Machine.]. Sunday Star-Times, 8 червня 2014 (англ.)
3. 1 2  Lesley Coffin (16 лютого 2015). Review: Loving Vampire Parody What We Do in the Shadows Is Pure Fun (англ.). The Mary Sue. Архів оригіналу за 22 грудня 2015. Процитовано 18 січня 2016.
4. 1 2 3 4  What We Do in the Shadows (англ.). Box Office Mojo. Архів оригіналу за 4 березня 2016. Процитовано 18 січня 2016.
5. 1 2 3  What We Do in the Shadows (2014) (англ.). The Numbers. Архів оригіналу за 14 лютого 2016. Процитовано 18 січня 2016.
6. ↑  Taika and Jemaine unleash vampires in USA. The New Zealand Herald. Auckland. 6 грудня 2013. Архів оригіналу за 17 грудня 2013. Процитовано 17 грудня 2013. (англ.)
7. ↑  Sundance debut for Kiwi vampire spoof. Stuff.co.nz. The Dominion Post. 17 грудня 2013. Архів оригіналу за 16 грудня 2013. Процитовано 17 грудня 2013. (англ.)
8. ↑  Озвучення фільмів українською[недоступне посилання]
9. ↑  Чим ми займаємося в тінях / What We Do in the Shadows (2014) BDRip 720p Ukr/Eng | sub Eng — HD українською
10. ↑  Фільм «Чим ми займаємося в тінях» («What We Do in the Shadows») — дивитися онлайн безкоштовно і легально на MEGOGO.NET. Архів оригіналу за 30 березня 2017. Процитовано 26 травня 2020.
11. ↑  What We Do in the Shadows: Full Cast & Crew (англ.). Internet Movie Database. Архів оригіналу за 19 лютого 2015. Процитовано 18 січня 2016.
12. ↑  Funding Decisions March-May 2014. nzfilm.co.nz, 26 травня 2014 (англ.)
13. ↑  What We Do in the Shadows (англ.). Rotten Tomatoes. Архів оригіналу за 27 листопада 2020. Процитовано 18 січня 2016.
14. ↑  What We Do in the Shadows (англ.). Internet Movie Database. Архів оригіналу за 14 січня 2016. Процитовано 18 січня 2016.
15. ↑  What We Do in the Shadows (англ.). Metacritic. Архів оригіналу за 31 грудня 2015. Процитовано 18 січня 2016.
16. ↑  What We Do in the Shadows — New Zealand Weekend Box Office (англ.). Box Office Mojo. Архів оригіналу за 4 квітня 2016. Процитовано 18 січня 2016.
17. ↑  What We Do in the Shadows: Awards (англ.). Internet Movie Database. Архів оригіналу за 6 травня 2016. Процитовано 18 січня 2016.